# Spermophora lambilloni
Espèce
Spermophora lambilloni est une espèce d'araignées aranéomorphes de la famille des Pholcidae.

## Distribution
Cette espèce est endémique de la Grande Comore aux Comores,.

## Description
Le mâle holotype mesure 1,7 mm.

## Étymologie
Cette espèce est nommée en l'honneur de A. Lambillon.

## Publication originale
- Huber, 2003 : High species diversity in one of the dominant groups of spiders in East African montane forests (Aranae: Pholcidae: Buitinga n. gen., Spermophora  Hentz). Zoological Journal of the Linnean Society, vol. 137, no 4, p. 555-619 (texte intégral).